# Piazza Sempione
La Piazza Sempione est une place de Rome, située dans le quartier de Monte Sacro, dans le Municipio III.

## Origine du nom
Le nom de Piazza Sempione, dédié au col du Simplon entre les Alpes pennines et les Alpes lépontines conformément à la toponymie locale, apparaît pour la première fois lors de la séance publique du conseil municipal du 16 décembre 1921, qui l'inclut parmi les noms attendant d'être attribués dans le quartier en construction de la Cité-Jardin Aniene. Il est apparu pour la première fois dans le Dictionnaire toponymique de la ville de Rome en 1938.

## Histoire
La place a été construite dans le cadre du projet de Cité-Jardin Aniene de Gustavo Giovannoni dans les années 1920 pour constituer le centre administratif et culturel du nouveau quartier. En effet, elle abrita immédiatement l'ensemble immobilier qui fut le siège de la délégation municipale (plus tard du gouvernorat), plusieurs commerces, une école et des bureaux de poste et de télégraphe. Toujours sur la place, l'église Santi Angeli Custodi a également été conçue par Giovannoni, en mémoire de l'église du même nom de la via del Tritone, qui a été démolie après l'inondation de la rue à la fin des années 1920.
En 1948, une statue de la Madonna della Misericordia, la patronne du quartier, a été placée au centre de la place.

## Dans la culture populaire
Sur la place sont souvent organisées les commémorations de la sécession de la plèbe de 494 av. J.-C. et un concert à la mémoire de l'auteur-compositeur-interprète Rino Gaetano.